# Filologia

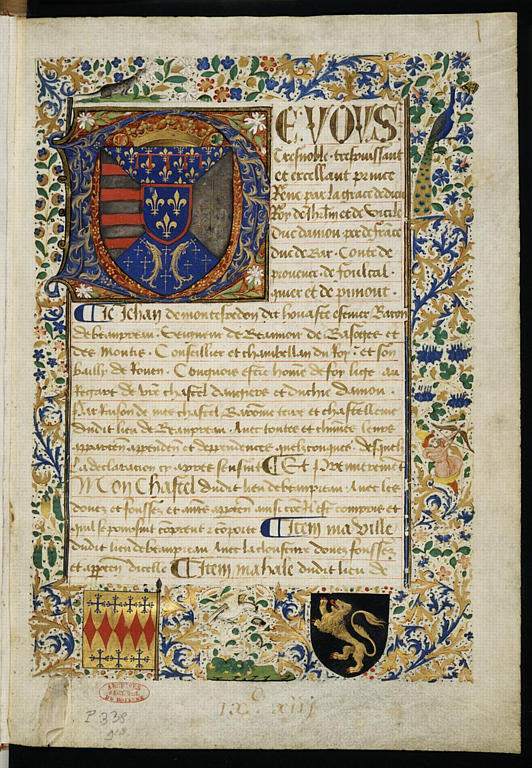
Un manoscritto miniato

La filologia (in greco antico: φιλoλογία?, philologhía ("interesse per la parola"), composto da φίλος, phìlos, "amante, amico" e λόγος, lògos, "parola, discorso") è un insieme di discipline che studia i testi di varia natura (letterari, storici, politologici, economici, giuridici ecc.), da quelli antichi a quelli contemporanei, per ricostruire la loro forma originaria con l’analisi critica e comparativa delle fonti che li testimoniano e pervenire, con varie metodologie d'indagine, a un’interpretazione che sia la più corretta possibile.
Il filologo italiano Alberto Varvaro evidenzia come qualsiasi testo, sia scritto sia orale, inerente a qualsiasi sapere, può e dev'essere trattato con gli strumenti della filologia. La filologia dunque non identifica un ambito d'indagine, ma un metodo.

## Definizioni
(Friedrich Nietzsche, introduzione ad Aurora. Pensieri sui pregiudizi morali)
(De Felice-Duro, Dizionario della lingua e della civiltà italiana contemporanea)

## Il dibattito definitorio
Di fatto, non è facile dare una definizione univoca di ciò che è la filologia, perché è una disciplina dai molteplici aspetti avendo assunto significati e scopi differenti presso i singoli studiosi dall'antichità a oggi.
La filologia è stata e ancora oggi può essere intesa anche come:
- gli studi letterari ed eruditi, nel loro complesso;
- gli studi storici, in senso lato, in contrapposizione al pensiero filosofico;
- l'insieme degli studi e delle ricerche che, basandosi sull'analisi dei testi, dei documenti e delle varie testimonianze, si propone di fornire una corretta interpretazione e sistemazione di un problema storico o contemporaneo;
- la scienza che studia l'origine e la struttura di una lingua; in questo significato viene a coincidere con alcuni settori della linguistica;
- in senso esteso: l'insieme delle discipline che si propongono la conoscenza, la ricostruzione e la corretta trattazione sotto ogni aspetto di uno o più saperi;
- la parte della critica artistica che, mediante questa metodologia d'indagine, ha come fine la comprensione e l'attribuzione di un'opera d'arte, la sua datazione e la conoscenza della sua genesi e delle intenzioni dell'artista nel produrla;
- gli studi filologici fioriti in una certa epoca, in una certa cultura, presso una certa scuola filologica;
- l'insieme dei filologi che rappresentano una determinata scuola filologica.

## La figura del filologo

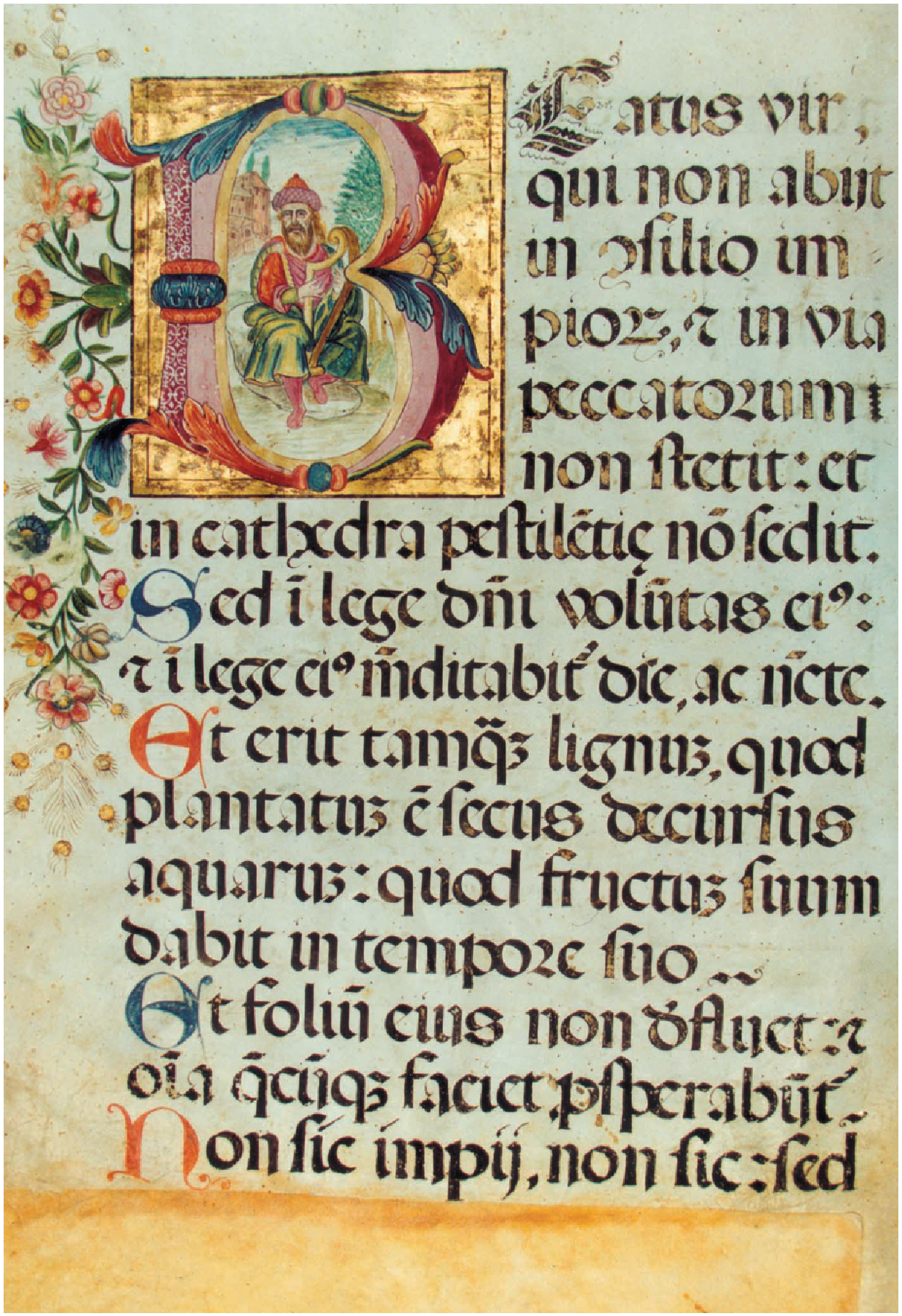
Esempio di salterio diurno miniato del sec. XVII già presente nella Biblioteca Scarabelli di Caltanissetta, rubato nel 2010

Il termine filologo, derivato dal latino philŏlŏgus, a sua volta dal greco φιλόλογος philòlogos, presso gli antichi Greci e Latini indicava lo studioso amante della dottrina e dell'erudizione, in particolare storico-letteraria.
Presso gli antichi Greci fu usato, soprattutto all'inizio, con significati talvolta molto diversi: ‘chi è amante del parlare’, ‘studioso, erudito, esperto di letteratura’ (già nel Cratilo di Platone), ‘critico’ (perché in grado di cogliere l'effettivo valore dei singoli poeti).
I Greci, più che di ‘filologia’ come disciplina specifica, all'inizio parlarono di ‘grammatica’ (γραμματική) e di ‘critica’ (κριτική). Si può dire che la consapevolezza dei Greci, nei confronti della necessità di metodologie specifiche per l'analisi dei testi poetici e no, andò di pari passo con i progressi nell'approfondimento teorico sull'essenza della propria lingua, della poesia e dell'arte poetica e drammatica.
Già Eraclide Pontico (IV secolo a.C.), allievo di Platone, già noto nell'antichità per le sue geniali scoperte astronomiche, scrisse numerosi dialoghi sulla vita e i tempi di Omero e di Esiodo, su Archiloco, sulla tragedia e sulla storia della poesia.
Il genio di Aristotele, nella Poetica e non solo, portò un contributo determinante, anche se con un fine quasi soltanto filosofico, a liberare la poesia dalla condanna platonica, a valorizzare la tragedia, la storia della cultura e dell'arte.
Un grande filologo che si affermò in Italia fu Francesco Petrarca, grazie allo studio degli scritti antichi di Virgilio, Seneca e molti altri.

## Attività del filologo
Il filologo studia i testi nella loro evoluzione storica, ricercandone modifiche e cambiamenti.
Il trapasso tecnologico tra rotolo, codice, pergamena e carta provoca una necessaria selezione dei testi da riversare nei nuovi supporti, portando a scelte inevitabili dettate dall'interesse e dall'utilità del testo in questione all'epoca; così, molte opere si perdono perché
non più riprodotte.
Il procedimento filologico consiste nel tentare di risalire con criteri meccanico-probabilistici e linguistico-formali alla forma originaria di un testo, inevitabilmente corrotta dalla serie di copie che lo hanno tramandato dall'antichità a oggi.
È poi necessario riscoprire il significato originario del testo, e l'intenzione dell'autore. Il filologo deve perciò conoscere in modo approfondito storia e lingua della civiltà nel contesto di studio, e deve avere accesso a fonti e documenti delle epoche in esame, per poter restaurare in modo corretto l'interpretazione di un passo, una parola o un'opera, argomentando la scelta fatta.

## Lo studio filologico dei testi
I testi considerati rappresentativi di una civiltà, come, per esempio, le opere di Omero, di Virgilio, la Bibbia, in genere, le opere letterarie di vaglia di ogni epoca sono stati e sono oggetto di accurate ricerche filologiche, poiché in ogni tempo si è ritenuta essenziale la loro trasmissione e interpretazione corretta e fedele.
Quasi tutti i testi di qualche antichità, quelli tramandati prima dell'invenzione della stampa, hanno posto problemi di ricostruzione e di interpretazione, talvolta risultati tuttora insolubili.
In moltissimi casi è tuttavia possibile ricostruire lo stato e il significato originari di un testo.
Il filologo, per potere tentare di restituire lo stato originario ad un testo lacunoso o corrotto, o d'interpretarne in modo corretto un passo o una singola parola, deve conoscere profondamente la civiltà, la storia della civiltà e la lingua dello scrittore, e deve avere accesso alle fonti e ai documenti della sua epoca. Di qui la complessità della preparazione di chi intende svolgere una ricerca filologica.

## L'interpretazione allegorica
La lettura di un testo, di poesia o in prosa, e la sua interpretazione, cioè la collocazione critica e la comprensione delle azioni, dei personaggi e degli avvenimenti che descrive, possono essere condotte spiegando il testo “alla lettera”, oppure intravedendovi “segni sottostanti” di significati volutamente nascosti dall'autore, che vanno cercati e individuati “oltre”, “al di là” del testo.
Nell'esegesi si distinguono pertanto diversi generi di interpretazione: letterale, allegorica (dal termine allegoria), simbolica, e anche, specialmente per i testi religiosi come la Bibbia, tropologica (o morale) e anagogica (in cui ciò che è trattato viene inteso come allusione simbolica al contemplato mondo soprannaturale).
Già nel VI secolo a.C., in età preplatonica, Teagene di Reggio tentò, sembra per la prima volta, di applicare all'esegesi omerica l'interpretazione allegorica, ed essa fu adottata nei secoli successivi soprattutto dal pergameno Cratete di Mallo.
Con il Cristianesimo e con il conseguente vistoso aumento del numero dei commenti biblici, si assisté fino alla fine del Medioevo, nell'esegesi di qualunque testo, ad una generalizzazione, accanto alla letterale, dell'uso dell'interpretazione allegorica, spesso accompagnata dalla anagogica. Basti pensare al significato attribuito a certi passi di Virgilio e alla figura di “annunciatore” del Cristianesimo riservata a lungo allo stesso Virgilio, e ancora ben presente nella Divina Commedia dantesca.
Con l'Umanesimo si ebbe una reazione e, per l'esegesi dei testi non religiosi, il metodo fu avversato e abbandonato.

## Branche
Stabilito che i loro oggetti di studio sono i testi scritti in una lingua data e considerati, sotto ogni aspetto, come parte integrante della relativa civiltà, gli studi filologici si dividono in varie branche.
Tra queste:
- la filologia classica, per il greco antico e il latino;
- la filologia italica, per le lingue e le civiltà dell'Italia antica preromana e romana;
- la filologia bizantina, per il greco bizantino
- la filologia romanza, per le lingue neolatine, ossia derivate dalle varie forme di latino volgare, in uso nelle varie regioni dell'Impero romano; dall'area romanza discendono le varie filologie nazionali d'area, ovvero la filologia italiana, la filologia francese, la filologia ispanica, la filologia sarda, ecc.;
- la filologia germanica, per le varie lingue germaniche antiche e moderne;
- la filologia slava, per le lingue slave, derivate dalla lingua proto-slava;
- la filologia ugro-finnica, per la lingua ungherese e le lingue finniche;
- la filologia semitica, per le lingue semitiche dell'antica Mesopotamia, l'ebraico antico e moderno, e le varie lingue arabe;
- altre filologie come la celtica, la baltica, l'iranica, l'armena, materiale ecc.

Di recente acquisizione teorica sono la filologia cognitiva, che si occupa dell'applicazione alla filologia delle categorie della psicologia e della linguistica cognitiva, e la filologia testuale, che si prefigge di garantire la ricostruzione e l'interpretazione autentica di qualsiasi branca del sapere.

## Storia

### Gli alessandrini
Il primo studio filologico sistematico e scientifico dei testi letterari, cioè il costituirsi della filologia come scienza autonoma, risale in particolare al periodo ellenistico, che propriamente si estende dalla morte di Alessandro Magno (323 a.C.) alla battaglia di Azio (31 a.C.), e soprattutto all'opera dei filologi della Biblioteca di Alessandria d'Egitto e della Scuola di Pergamo, volti a ristabilire, ad analizzare sotto l'aspetto grammaticale e retorico, e a interpretare, editare e commentare i testi delle opere letterarie precedenti che, come nel caso dei poemi omerici, presentavano numerosi problemi linguistici e culturali, nonché varianti, e dunque ‘corruzioni’, nella trasmissione scritta. Nel periodo ellenistico più della creatività artistica imperava lo spirito di analisi scientifica, che coinvolse tutte le scienze con un rigore generalizzato, sconosciuto alle età precedenti.
La Biblioteca di Alessandria, fondata da Tolomeo II nel 284 a.C. e sempre più valorizzata dai successivi sovrani, e l'altra costruita accanto, detta Serapeo, costituirono, soprattutto nel III secolo a.C. fino a circa la metà del II, un centro di studi di altissimo valore filologico ed esegetico, oltre che di fisica, matematica, geometria, geografia, filosofia, medicina, tanto che vi fu raccolta la collezione di testi letterari, filologici e scientifici più ricca dell'antichità. Nel I secolo a.C. le due Biblioteche contenevano 700.000 manoscritti. Quando, in età cesariana, nel 47 a.C., un incendio distrusse gran parte della Biblioteca del Museo, andò perduto un numero incalcolabile di manoscritti. Ma la perdita più grave fu quando nel III secolo d.C. un nuovo incendio distrusse tutto il complesso.
Tra i filologi più famosi che operarono presso la Biblioteca sono da ricordare Zenodoto (prima metà del III secolo a.C.), che fu il primo Bibliotecario, il poeta Callimaco (circa 310 - 240 a.C.), il poeta Apollonio Rodio (circa 295 - circa 215 a.C.), lo scienziato Eratostene di Cirene (276/272 - 196/192 a.C.), che fu il primo greco che si attribuì il titolo di filologo, il geniale Aristofane di Bisanzio (circa 257 - 180 a.C.), il cui nome è legato a edizioni critiche di Omero, Esiodo, Pindaro, dei tragici greci, delle Commedie di Aristofane), Aristarco di Samotracia (216 - 144 a.C.), uno dei più grandi, che studiò criticamente Omero, i lirici greci, Pindaro, i tragici, e Dionisio Trace (seconda metà del II secolo a.C.), il quale, in seguito alle persecuzioni di Tolomeo VIII, dovette spostare il centro dei suoi studi da Alessandria a Rodi.
Un altro importante centro di studi filologici fu Pergamo (gr. Πέργαμον, lat. Pergămum), l'attuale città turca di Bergama in Asia Minore. Nella seconda metà del III secolo a.C. vi fu fondata dagli Attalidi una Biblioteca sul modello di quella di Alessandria, con una fioritura di studi di alto livello filologico. Figure di rilievo furono soprattutto lo scrittore, filosofo e scultore greco Antigono di Caristo (n. circa nel 295 a.C.) e Cratete di Mallo, grammatico e filologo greco vissuto nel II secolo a.C. Quest'ultimo contribuì in modo determinante ad introdurre in Roma (dove si recò nel 169 o 168 come ambasciatore del re di Pergamo) gli studi filologici.
Verso la fine del II secolo a.C. il posto di Pergamo, in decadenza, veniva occupato da Rodi (gr. ‘Ρόδος, f., lat. Rhodos/Rhodus, f.), dove Dionisio Trace si era trasferito.
Dopo Dionisio, si avvicendarono in prestigio Posidonio (circa 135 a.C. - metà del I secolo), noto specialmente come filosofo, maestro di Cicerone e Pompeo, e Apollonio Malaco, operante dal 120 circa a.C., maestro dell'oratore romano e uomo politico Marco Antonio. Con Apollonio Malaco si venne a istituire a Rodi una vera e propria scuola di retorica, con quell'indirizzo asianico che fu caro a Cicerone. Anche Rodi si indebolirà come centro aggregante, e da allora in poi sarà Roma la culla degli studi.

### Teorizzazioni
Come detto, la filologia nel mondo greco fu intesa soprattutto come “grammatica” (γραμματική), anche se la metodologia applicata era quella che anche in seguito sarà specifica della filologia, con varianti, se vogliamo, che non ne mutano in profondità la sostanza fino ad oggi. La “grammatica” fu intesa come strumento finalizzato all'esegesi, e parte integrante di essa, almeno fino a tutto il II secolo d.C.
È più facile rendersi conto dell'importanza della sistemazione dei fatti grammaticali per un esegeta antico, se consideriamo che le grammatiche a quel tempo non esistevano e uno dei problemi fondamentali che egli incontrava era di doversi anzitutto orientare tra le varie forme, in parte tra loro simili (analogiche), ma anche diverse (anomale), con le quali i sostantivi, gli aggettivi e i verbi comparivano nei vari enunciati poetici e non; i quali prima di essere commentati e giudicati a livello critico dovevano trovare una loro collocazione sistematica, ed essere compresi in tutte le loro parti in modo coerente. Tanto più questo era importante quanto più le forme e le espressioni dei testi studiati si discostavano, per antichità o diversità culturale, da quelle della lingua greca conosciuta dallo studioso, come nel caso dei testi di Omero e di Esiodo. Questo può rendere comprensibile come soltanto in seguito, dopo vari secoli, soprattutto con il Medioevo, la grammatica sia stata intesa come scienza autonoma. Proprio sui problemi posti dalla flessione nominale e verbale, si protrassero a lungo, su iniziativa di Cratete di Mallo, anomalista, le discussioni tra gli analogisti, che facevano capo alla Scuola di Alessandria (Aristofane di Bisanzio e Aristarco di Samotracia), per i quali la norma del parlare era la regola, e gli anomalisti pergameni seguaci dello stoicismo, per i quali la norma del parlare era l'uso. La disputa produsse come risultato la definizione delle parti in cui, con varianti teoriche sostanzialmente secondarie, anche nei secoli successivi fino ad oggi si è diviso e si divide un enunciato.

### La filologia classica dopo la conquista della Grecia
Presso i Latini si definì philologus per lo più “lo studioso che amava la dottrina, il letterato, l'erudito”.
Nel corso del II secolo a.C., soprattutto dopo la distruzione di Corinto (146 a.C.) e la dichiarazione dell'Acaia (Grecia) provincia romana, vennero a Roma, dove rimasero a lungo, gli studiosi di Alessandria e di Pergamo come ambasciatori di principi o maestri di personaggi romani illustri, o come prigionieri di guerra. Le due Scuole, con le teorie dell'analogia e dell'anomalia, lasciarono in tal modo una profonda impronta sull'erudizione romana, anche in senso filosofico, secondo la matrice soprattutto stoica.
Come i Greci, i filologi latini si considerarono soprattutto grammatici. Secondo Varrone, che conobbe profondamente la teorizzazione greca, le parti della “grammatica” sono quattro: lectio, emendatio (critica del testo), enarratio (esegesi del testo), iudicium (valutazione critica dell'opera e dell'autore). Ed è con la crescente consapevolezza di possedere ormai una letteratura autonoma e “nazionale” che in Roma crebbe di pari passo l'esigenza di studiare gli autori latini come gli Alessandrini avevano fatto per i greci. Fu allora che fiorirono edizioni non soltanto di opere poetiche, ma anche storiche (ad es. di Plauto, Ennio, Nevio, di Catone, delle Leggi delle XII tavole).
Purtroppo di questa produzione e di gran parte di quella seguente, ad esclusione di autori e di opere particolari, rimane in realtà ben poco, spesso pochi frammenti e le citazioni degli studiosi successivi, che, tuttavia, sono più che sufficienti per rendere conto della qualità e dell'importanza degli autori.
Furono di grande valore le opere filologico-grammaticali di Gaio Ottavio Lampadione (II secolo a.C.), che fu tra gli iniziatori della filologia romana; di Lucio Elio Stilone Preconino (154 - dopo il 90 a.C.), maestro di Terenzio Varrone e di Cicerone, nonché esegeta dei libri pontificali romani e delle Leggi delle XII Tavole; dei poeti Gaio Lucilio e Lucio Accio (170 - 84 circa a. C.), di Volcacio Sedigito (tra il II e il I secolo a.C.) e di Marco Antonio Gnifone (II-I secolo a.C.) di origine celtica, precettore di Cesare.
Altri nomi di rilievo nel I secolo a.C.: Lucio Ateio Pretestato, liberto ateniese, in Roma dall'86 al 29 a.C., che si autodefinì ‘filologo’; Tirannione il Vecchio, greco di Amiso nel Ponto, portato a Roma come prigioniero di guerra verso il 70 a.C. (terza guerra mitridatica), analogista, di grande influenza per i “grammatici” successivi; Alessandro di Mileto, detto Polistore (Polìstore) per l'ampiezza dei suoi studi, venuto anche lui come prigioniero in seguito alla guerra mitridatica, divulgatore di storia, geografia, mitologia e filologia; Publio Nigidio Figulo (prima del 98 - 45 a.C.) grammatico e naturalista; Staberio Erote, analogista, maestro di Cassio e di Bruto; Ipsicrate di Amiso, storico e grammatico greco del tempo di Cesare.
Filosseno di Alessandria, a Roma nella seconda metà del secolo, pervenne al concetto della radice monosillabica alla base delle parole. Nella polemica tra anomalisti e analogisti trovò un comune denominatore, un accordo tra le due teorie, affermando la necessità di rifarsi all'anomalia per l'origine delle parole e all'analogia per la derivazione o flessione.
Teone, grammatico greco di Alessandria, operò nell'età di Augusto, commentatore di poeti, soprattutto del periodo ellenistico. Sempre in età augustea fiorì Dionigi di Alicarnasso (60 circa – dopo il 7 a.C.) che si occupò soprattutto dei prosatori, scrisse un trattato sugli antichi oratori, uno sulle regole della composizione in poesia e in prosa, e Ῥωμαικὴ ἀρχαιολογία (Antichità romane), in 20 libri, in cui mostra che in realtà Greci e Romani appartengono ad una stessa stirpe.
Ai greci Teone, Didimo e Trifone si devono spesso le notizie e i commenti che abbiamo su molti scrittori, perché a loro si rifecero anche gli studiosi di letteratura e gli scoliasti successivi.
Un posto particolare occupa nella filologia latina del I secolo a.C. il grande Marco Terenzio Varrone Reatino (116 - 27 a.C.), ricordato sopra. Filologo ed etimologo, analogista, fu autore di molti trattati che ebbero per oggetto la letteratura, la lingua latina, l'archeologia, le antichità umane e divine, nonché la natura, i costumi e la cultura del popolo di Roma. Nei suoi scritti mostrò un sostanziale disinteresse per la critica del testo, mentre con amore e conoscenze vastissime contribuì a rendere matura in Roma (col De lingua latina, scritto tra il 45 e il 43, e con altre opere di carattere linguistico) l'esigenza di uno studio sistematico della lingua latina sul modello degli studi dei Greci per il greco.
Didimo Calcentero (da non confondere con Claudio Didimo, grammatico greco vissuto a Roma al tempo dell'imperatore Claudio), grammatico alessandrino, detto Calcentero, fu grande compendiatore della filologia alessandrina (si dice di lui che abbia composto più di 3500 volumi), trattò di lessicografia, di storia della letteratura, dei generi letterari, fu esegeta di poeti e, contro l'uso comune, anche di prosatori.
Trifone di Alessandria, analogista, che forse non fu mai a Roma, mise a punto una trattazione delle parti del discorso e le prime notazioni sulla sintassi.
Sul versante latino, dopo Cicerone, che nel Brutus aveva tracciato le linee evolutive dell'eloquenza romana, e Orazio, con i suoi giudizi sui poeti precedenti (nelle Saturae, nelle Epistulae e nell'Ars amatoria), è da ricordare, sconfinando ormai oltre la fine del secolo, Verrio Flacco (morì al tempo di Tiberio), grammatico romano che scrisse di ortografia e del significato delle parole, e fu esegeta di Virgilio.
Dal tempo di Augusto, per iniziativa di vari imperatori (di Augusto stesso, di Tiberio, Vespasiano, Traiano, ecc.), in Roma furono costruite numerose biblioteche che raccolsero anche le opere rare ancora reperibili degli autori greci e latini. L'istruzione assunse in questo periodo grande importanza e talvolta molte opere furono scritte per servire da testi per le scuole. Ciò significava un minore rigore scientifico, ma anche una maggiore divulgazione. Ne furono un esempio gli scritti di Quinto Remmio Palemone, maestro di Quintiliano, secondo il quale dovevano essere letti nelle scuole soprattutto gli autori recenti. E in tal senso fu operata una riforma scolastica. Per fini pratici cominciano a nascere glossari greco-latini.

### Dal I secolo d.C. al Medioevo
Ormai ben situato nel I secolo d.C., Marco Fabio Quintiliano, originario della Spagna (35/40 - 96 circa d. C.), retore latino, è noto soprattutto per la Institutio oratoria, in dodici libri, che presenta un'esposizione della grammatica latina.
Marco Valerio Probo (seconda metà del I secolo), grammatico nato a Berito (l'odierna Beirut), al contrario di Remmio Palemone riportò in auge gli autori antichi. Di particolare valore la sua opera linguistica e le ottime edizioni critiche dei testi di Lucrezio, Orazio e Virgilio.
Anche allo storico romano Publio Cornelio Tacito (I-II secolo), noto come autore di numerose opere di vaglia, è stato attribuito un trattato sulla retorica e sulla decadenza dell'arte oratoria, il Dialogus de oratoribus, dello stesso genere di quello di Quintiliano.
Seguirono, tra molti altri, il grammatico Quinto Terenzio Scauro (prima metà del II secolo); Aulo Gellio (II secolo), che nelle Noctes Atticae raccolse aneddoti e curiosità poetiche e di altro e vario genere; Pomponio Porfirione (III secolo), grammatico, del quale rimane un commento ad Orazio; Censorino (III secolo), grammatico ed erudito; il filologo Nonio Marcello, numida vissuto nel IV secolo d.C., autore di un trattato di grammatica e antiquaria; Elio Donato (metà del IV secolo), di cui resta un'esemplare grammatica latina, utilizzata per secoli, e un commento a Virgilio; lo scrittore Ambrogio Teodosio Macrobio, forse africano (IV - V secolo); Servio (IV–V secolo), famoso soprattutto per un commento alle opere di Virgilio; Minneo Felice Marziano Capella (inizio V secolo), scrittore nato a Cartagine, di grande successo nel Medioevo per un'opera enciclopedica sulle varie parti del sapere che servì a lungo nelle scuole; Prisciano di Cesarea (V-VI secolo), del quale ci è pervenuta l'Institutio de arte grammatica, in 18 libri, l'opera grammaticale latina più vasta che abbiamo, mentre dopo la e caduta dell'Impero romano d'occidente e la conseguente perdita di diversi testi classici, Isidoro di Siviglia (VI-VII secolo) scrisse diverse opere di etimologia.
In ambito greco sono da ricordare, tra altri, i lessicografi Minucio Pacato (seconda metà del I secolo), detto Ireneo, e Pausania (II secolo); Filone Erennio (64 - 141 circa), grammatico e storico di origine fenicia; il grammatico alessandrino Efestione (II secolo), autore di un manuale di metrica; Apollonio Discolo (II secolo), grammatico, acuto studioso della sintassi greca; suo figlio Erodiano, autore di un trattato sull'accentazione; Esichio di Alessandria (V secolo), lessicografo della lingua greca.
Origene (183/185 - 253/254) e Girolamo (santo; 347 circa - 419), il primo in ambito greco, con la restituzione del testo della Bibbia negli Esapla, il secondo in ambito latino, con la traduzione e il commento sia dell'Antico Testamento sia del Nuovo Testamento, condussero un capillare lavoro di esegesi che lasciò molte tracce nei secoli seguenti.

### Gli amanuensi medievali
Amanuense (da lat. volgare amanuense(m), derivato da a manu, “con la mano”) è il termine usato in riferimento allo scrivano esperto che copiava “a mano” un testo; e questo accadde fino alla scoperta della stampa.
L'evoluzione dei supporti scrittòri, dal papiro alla pergamena, e dal volumen, o rotolo, al codice, costituito di pagine legate come i nostri libri, che si verificò tra i secoli IV e V, provocò di per sé una notevole selezione dei testi; a questo si aggiunse l'esclusione, nel tempo, delle opere che, per minore fortuna presso i lettori e i collezionisti delle varie epoche, nessuno aveva interesse a riprodurre; così, molte opere andarono perdute.
In Roma, in particolare dopo la dissoluzione dell'Impero Romano d'Occidente (476 d.C.), con la conseguente rarefazione degli studi filologici di valore, fu essenziale l'opera di raccolta, revisione ed edizione dei testi condotta da specialisti, anche se spesso non esperti filologi, per conto di alcune famiglie facoltose romane. Molti testi furono in tal modo salvati dalla selezione del tempo.
Fino dalla remota antichità, lo scrivano si trovò spesso a dover copiare dall'esemplare del testo che doveva riprodurre, anch'esso scritto a mano, una parola, una frase, un verso che gli era per qualche ragione incomprensibile; e allora fu nella condizione di potere scegliere se riprodurre quei segni grafici o quella frase o quel verso così come erano, ‘oscuri’, oppure ‘correggerli’, ‘renderli chiari’ a suo modo, secondo la sua cultura e il suo discernimento, apportando però in tal modo delle nuove ‘varianti’ al testo.
Inoltre il copista, nonostante la sua esperienza, commetteva inevitabilmente a sua volta all'atto della copiatura un certo numero di errori. La sua copia, a distanza di mesi o di anni, e spesso in altro luogo, a volte molto distante geograficamente e/o per stile scrittorio, era riprodotta da un altro scrivano che si trovava nella condizione di dovere risolvere gli stessi problemi, di ricopiare cioè quegli errori, spesso di volerli correggere e inevitabilmente di farne altri. Gli stessi problemi e le stesse scelte furono di fronte anche agli amanuensi medievali.
Secondo la metodologia della critica del testo, se un codice presenta anche un solo errore significativo linguistico e altri codici hanno in comune lo stesso errore, significa che questi ultimi derivano dal primo, cioè sono ‘descripti’; pertanto sono ritenuti secondari e, al fine della ricostruzione del testo originale, devono essere tralasciati. In tal modo, col tempo, si poterono costituire dei gruppi di ‘codici’, disposti idealmente secondo una struttura ad albero rovesciato, o stemma codicum, con ai vertici i codici capostipiti e in posizione intermedia e finale quelli derivati.

### L'opera scrittoria nei monasteri
Cassiodoro (490 circa - 583 circa), ministro di Teodorico il Grande, fondò intorno al 540 un monastero a Vivario presso Squillace in Calabria e, divenuto monaco, con la sua autorità coinvolse altri monaci a dedicare il loro tempo alla raccolta, allo studio e alla pratica della copiatura dei testi antichi. Scrisse le Institutiones divinarum et saecularium litterarum (“Istituzioni delle lettere divine e umane”), in due libri. Nel primo libro, in 33 capitoli, di questo vero e proprio manuale intese fornire ai monaci i rudimenti culturali necessari alla vita spirituale ecclesiastica, indicando le letture sacre da coltivare; con il secondo, in 7 capitoli, insegnava come dovevano essere seguite dai monaci le sette arti liberali; dava inoltre indicazioni su come trascrivere un testo, su come iniziare a costituire presso un monastero una biblioteca e sul modo di mantenerla efficiente nel tempo. Lo ‘scriptorio’ di Vivario, che ebbe numerosi amanuensi, costituì un esempio per altri monasteri.
Così, presso alcuni cenobi irlandesi e britannici, e poi francesi, bizantini, svizzeri, tedeschi e italiani, si assisté da allora in poi, e per secoli, ad una produzione eccezionale di nuovi codici, talvolta preziosamente miniati, che consentì a molte opere di giungere fino a noi.
Per un lungo periodo, specialmente dal VII secolo fino a circa la metà del XIII, furono proprio i monasteri, o comunque, con qualche eccezione, personaggi ecclesiastici gravitanti intorno ad essi, a mantenere viva la fiaccola della cultura in Europa e dell'amore e del rispetto verso le opere letterarie antiche e meno antiche.
I monaci colti e di elevata vita intellettuale usavano partire come missionari dal loro convento di origine e visitare uno o più Paesi, dove esportavano la loro spiritualità e il loro amore alla cultura e talvolta fondavano nuovi monasteri e abbazie.
In Irlanda, che era stata indenne dalle invasioni, grande e precoce importanza ebbe il convento di Bangor, dove si formò la possente personalità di Colombano (santo; 540 circa - 615).
In Inghilterra, per influsso irlandese, si costituì specialmente nel Regno del Wessex un humus tale da consentire nel VII secolo la formazione erudita del grammatico e teologo Aldelmo (640 circa - 709), che scrisse, tra l'altro, un trattato di metrica, e dello storico Beda il Venerabile (santo; 672/673 - 735), autore della Historia ecclesiastica gentis Anglorum (Storia ecclesiastica del popolo degli Angli”) e ritenuto da molti l'erudito più importante dell'Alto Medioevo. È lo stesso humus che più tardi consentirà ad Alfredo il Grande (anglosassone: Aelfred; 848 circa - 901), re del Wessex, egli stesso autore di traduzioni in lingua anglosassone di varie e importanti opere di autori cristiani, di circondarsi di dotti e di svolgere, ad imitazione di Carlo Magno, un'importante funzione culturale che pose le basi alla letteratura anglosassone.
Fu anglosassone anche l'evangelizzatore delle popolazioni germaniche Bonifacio (santo; 675 circa - 754), che operò alla corte franca di Carlo Martello e di Pipino il Breve, fu autore di un trattato di grammatica e di uno di metrica, e contribuì a fondare nel 744 l'abbazia di Fulda, nell'Assia (Germania), che in seguito, in età carolingia, diventerà un importante centro scrittorio.
In Francia, ad opera di Colombano, sorsero le abbazie di Annegray, di Luxeuil e di Fontenay. In Svizzera, presso il lago di Costanza, sulla tomba di Gallo (santo; metà VI secolo - 630/645), discepolo di Colombano, fu costruita l'omonima abbazia.
In Italia Colombano fondava nel 612 il monastero di Bobbio nell'attuale provincia di Piacenza, allora sotto il dominio dei Longobardi; per iniziativa di Colombano, anche in questo monastero si costituì uno ‘scrittoriò che tra il VII e il IX secolo fu il centro di riproduzione di codici più attivo del Regno d'Italia, e non soltanto di opere di carattere ecclesiastico, ma ben presto con una prevalenza di testi di genere “profano”.
Egberto (santo; morto nel 766) arcivescovo di York in Inghilterra (North Yorkshire), benedettino, fondò a York un centro scrittorio e culturale che riunì molti dotti del tempo. Alcuino (735 - 804), un suo discepolo, anch'egli di York porterà la sua impronta culturale presso la corte carolingia.

### LaSchola Palatinadi Carlo Magno
L'attività di Carlo Magno (742 - 814), re dei Franchi e imperatore, non si concretizzò soltanto nelle conquiste, nell'organizzazione politica dell'Impero che aveva costruito e nella razionalizzazione della sua vita sociale e feudale, ma si estese, con lo stesso impegno, alla valorizzazione della cultura.
Si circondò di studiosi e umanisti appartenenti a diversi popoli, soprattutto di anglosassoni, franchi, italiani, promosse la raccolta e la riproduzione delle opere poetiche e prosastiche latine e gli studi storici, accogliendo anche i migliori intellettuali del popolo vinto longobardo.
Fu un anglosassone, il già nominato Alcuino di York, per le sue qualità organizzative e intellettuali, ad essere chiamato da Carlo a mettere insieme e ad ordinare l'attività degli studiosi in quella che è stata considerata a tutti gli effetti una scuola, nota sotto il nome di Schola Palatina, che promosse in Europa una vera e propria rinascita culturale e in particolare filologica, letteraria e artistica.
Già nell'VIII secolo l'uso della scrittura “onciale minuscola” in luogo della “onciale maiuscola” aveva contribuito a una ripresa intellettuale e a una maggiore circolazione di testi, per la convenienza economica della minuscola che, oltre ad essere più agevole nella lettura, consentiva che i codici fossero assai meno corposi e costosi.
Nello stesso VIII secolo c'era stata la scoperta della carta, ed essa, dato il minore costo del nuovo supporto rispetto alla pergamena, anche se per l'uso pratico comune ci vorrà ancora del tempo, portò una notevole spinta nella medesima direzione.
Intorno a Carlo, oltre ad Alcuino, si riunirono, tra molti altri, il poeta franco Angilberto di Saint-Riquier (santo; 745 circa - 814); il franco Eginardo (770 circa - 840), cronista, molto noto per avere scritto la Vita Karoli; gli italiani Paolo Diacono (720/724 - 799), storico e filologo, che scrisse un importante compendio di Festo e la notissima Historia Langobardorum, e Paolino di Aquileia (santo; 750 - 803), patriarca, noto anche come Paolino II, poeta, grammatico e teologo, grande promotore delle arti.
A Tours, dove Alcuino fu posto da Carlo come abate presso la basilica di S. Martino, nacque la scrittura carolina, la più bella, chiara e ordinata del Medioevo.
Un altro centro culturale, di prima grandezza fino al XIV secolo, fu in Francia la Schola Episcopale di Orléans, città che svolse anche in seguito un importante ruolo, non secondariamente sotto l'aspetto economico.
Conseguente all'attività della Schola Palatina fu un nuovo fiorire di personalità di studiosi che rinnovarono l'amore per la classicità e per la cultura nel loro tempo e nei secoli immediatamente successivi.
Rabano Mauro (784 - 856), benedettino, discepolo di Alcuino a Tours, contribuì a potenziare la Biblioteca di Fulda. Fu autore di una grammatica, di un manuale intitolato De Universo, che ebbe vastissima fortuna nel Medioevo, e di commenti biblici. La sua importanza di erudito fu tale da essere detto praeceptor Germaniae.
Lupo Servato, al tempo di Carlo il Calvo (823 - 877), attraversò in lungo e in largo l'Europa (fu anche a Roma), da una biblioteca monastica all'altra, per raccogliere i manoscritti degli autori classici e medievali.
Gerberto di Aurillac (940 - 1003), umanista, filosofo e teologo, che divenne alla fine del X secolo Papa con il nome di Silvestro II, era stato abate presso il monastero di S. Colombano a Bobbio. E un altro Papa, Vittore III (beato; il suo pontificato, nel 1087, fu brevissimo), al secolo Desiderio da Montecassino (1027 - 1087), era anch'egli un umanista e prima di ascendere al seggio di Pietro era stato abate del monastero di Montecassino.
Altre figure di rilievo furono il vescovo francese, teologo e poeta Ildeberto Cenomanense (1056 - 1134), il filosofo neoplatonico francese Bernardo di Chartres (morto intorno al 1128), e Giovanni di Salisbury (1115 circa - 1180), prelato e scrittore inglese, il quale dopo avere ricoperto importanti incarichi presso l'arcivescovo di Canterbury, fu eletto vescovo di Chartres.
Nel frattempo qualcosa d'importante cambiava a livello linguistico in Europa. Il latino era ancora sempre avvertito come oggetto appassionato di studio, ma era sentito ormai come privo della vitalità di una lingua d'uso, ovvero incapace di esprimere ciò che di complesso doveva essere espresso dalla cultura e dai fermenti di una società portatrice di nuovi modi ed ideali d'esistenza. Si affermavano, non più soltanto nell'uso popolare, ma anche nella considerazione autorevole e consapevole di eruditi, letterati e poeti, le lingue volgari che diverranno a breve lingue nazionali. E questo non potrà non avere conseguenze anche sugli studi filologici.

### La filologia nell'Impero Bizantino
Al quadro del Medioevo occidentale, articolato, complesso e creativo, corrisposero in Oriente la cultura e la filologia bizantine, alle quali, secondo molti studiosi, mancò fondamentalmente l'intima vitalità di un contatto con il tessuto popolare e, non secondariamente, una continuità nei secoli.
Alla filologia bizantina l'Europa deve soprattutto la trasmissione degli autori greci e tutto un insieme di rifacimenti, di lessici e di epitomi.
Personalità di grande rilievo culturale fu il patriarca di Costantinopoli Fozio (827 circa - 887 circa), che contribuì con la sua autorità ed erudizione a ripristinare in Costantinopoli un'Università di valore. Fozio istituì un complesso di scrittòri e i suoi insegnamenti contribuirono alla formazione di un tessuto di alta attività filologica. Sono molto importanti sotto questo aspetto due sue opere, il Myriobiblìon (parola composta derivata da gr. μῦρίος “innumerevole” e βιβλίον “libro”), conosciuto anche con il titolo di Bibliotheca, una raccolta di sommari o di estratti di 279 opere, molte delle quali per noi perdute, e il Lexicon.
Notevoli, tra altri, il metropolita Areta di Cesarea (850 circa - 934 circa), di cui rimangono numerosi codici da lui stesso scritti e annotati; Costantino Cefala (IX secolo), raccoglitore di epigrammi antichi, che nel sec. XI andranno a costituire buona parte dell'Antologia Palatina; l'autore (IX o X secolo) del lessico Suida, o Suda (l'etimologia del termine è oscura), che raccolse ben 30.000 voci di vario genere, tra le quali sono per noi importantissime quelle relative alla letteratura; Eustazio di Tessalonica (1125 - 1194 circa), vescovo, del quale restano, presso la Biblioteca Medicea Laurenziana di Firenze, gli scòli all'Iliade e all'Odissea nei manoscritti originali.
Prima che, specialmente dalla caduta di Costantinopoli (1453) ad opera dei Turchi, gli eruditi bizantini iniziassero a trasferirsi in Italia, sono ancora da ricordare il monaco Massimo Planude (XIII – XIV secolo), autore di un'accurata raccolta di epigrammi greci nota con il titolo di Antologia di Planude, migliore della Palatina; il filologo Demetrio Triclinio (XIV secolo), conosciuto soprattutto per le sue interpretazioni metriche di Sofocle; Niceforo Gregora (1291 circa - 1360), autore di numerose opere di erudizione.

### La filologia umanistica e rinascimentale in Italia

#### Nell'Umanesimo
Con il XIII secolo i monasteri generalmente diminuirono e, spesso, interruppero la loro funzione di centri di scrittura, di studio e di cultura. Si affacciava una nuova epoca, nella quale centri intellettuali divenivano le corti principesche e signorili e le stesse città, con studiosi formati ai valori dell'uomo, nel nome di una nuova concezione del mondo.
L'attività filologica conobbe, così, un grande e nuovo sviluppo con l'Umanesimo, quando si manifestò, soprattutto a partire dalla metà del XIV secolo, con una più intensa ricerca dei codici e un rinnovato lavoro di collazione e di critica.
Il centro irradiante principale fu Firenze. È noto il fervore del Petrarca e del Boccaccio nel ricercare le opere, anche quelle allora ritenute perdute, degli autori latini, nel collezionarle e commentarle.
Francesco Petrarca (1304 - 1374) recuperava di Cicerone l'orazione Pro Archia “In favore di Archia” (nel 1333) e le epistole Ad Atticum, Ad Quintum e Ad Brutum, raccoglieva con rigore filologico in un unico codice le tre decadi superstiti e i frammenti di una quarta dell'opera storica Ab Urbe condita libri (‘Dalla fondazione di Roma’) di Tito Livio.
Giovanni Boccaccio (1313 - 1375) riscopriva e/o rivalorizzava le opere di molti autori latini, come Tacito, Varrone, Marziale, Ovidio, Seneca, e scriveva un pregevole commento alla Divina Commedia di Dante Alighieri, inaugurando la filologia per i testi in lingua volgare. L'Aretino e il Certaldese collaborarono anche per recuperare e far tradurre in latino il testo greco di Iliade e Odissea.
In Firenze alcuni ambienti svolsero una funzione umanistica primaria: la villa “Paradiso” di Antonio degli Alberti (1363 - 1415) e i conventi di S. Marco, di Santo Spirito e di Santa Maria degli Angeli.
Nel 1392 Coluccio Salutati (1331 - 1406) riportava alla luce le epistole Ad Familiares di Cicerone. Nel 1414 un altro umanista, Poggio Bracciolini (1380 - 1459), riscopriva molte opere, tra le quali otto orazioni di Cicerone, l'Institutio Oratoria di Quintiliano, le Silvae (‘Selve’) del poeta Publio Papinio Stazio, ciò che restava dell'opera Rerum Gestarum (‘Delle cose compiute’, ‘Delle imprese”) dello storico Ammiano Marcellino, e il De rerum natura (‘Della natura’) del poeta Tito Lucrezio Caro.
La filologia bizantina, con gli studi sugli antichi scrittori, fu continuata dal grecista Emanuele Crisolora detto Costantinopolitano (1350 circa - 1415), con il quale il greco rientrò a pieno titolo nella cultura dell'Occidente europeo, e dall'umanista Costantino Lascaris (1434 - 1501), autore di un'importante grammatica greca.
L'Umanesimo si estese a Milano e a Pavia con i Visconti e gli Sforza, quindi a Venezia, a Mantova con i Gonzaga, a Ferrara con gli Este, a Urbino, Roma e Napoli. E fiorirono le accademie e una miriade di codici.
A Napoli sorse l'Accademia Alfonsina (1443) e in seguito l'Accademia Antoniana con il palermitano Antonio Beccadelli (1394 - 1471), detta da lui anche “del Panormita”, divenuta poi “Pontaniana”, dal nome di Giovanni Pontano (1429 - 1503).
Da un'idea di Cosimo de' Medici il Vecchio (1389 - 1464) nacque l'Accademia Fiorentina (1459) che accolse il costantinopolitano Giorgio Gemisto Pletone (1355 circa - 1450 circa), Marsilio Ficino (1433 - 1499), Cristoforo Landino (1424 - 1498), autore di un autorevole commento alla Divina Commedia, il Poliziano, Giovanni Pico della Mirandola (1463 - 1494).
Altri nomi illustri: Niccolò Niccoli (1364 circa - 1437), eccellente trascrittore di codici in compagnia di Ambrogio Traversari (1386 - 1439), Giannozzo Manetti (1396 - 1459), autore di traduzioni dal greco e dall'ebraico, Lorenzo de' Medici (1449 - 1492).
Nel 1447 divenne Papa, con il nome di Niccolò V, Tommaso Parentucelli (1397 - 1455), umanista vissuto a lungo a Firenze, che si circondò di eruditi come Lorenzo Valla, Francesco Filelfo (1398 - 1481), il libraio e umanista Vespasiano da Bisticci. Così nel 1460, con Pomponio Leto (1428 - 1498), nasceva l'Accademia Romana che più tardi accoglierà Pietro Bembo.
A Venezia nel 1494 sorgeva l'Accademia Aldina con Aldo Manuzio (1450 - 1515), erudito, ritenuto il più valente stampatore dell'epoca di opere latine e greche, e noto per avere inventato l'editoria in senso moderno.
Oltre alle raccolte di manoscritti del Petrarca e del Boccaccio, se ne formarono altre che andarono a costituire le biblioteche che resteranno nel tempo le fonti dei codici esistenti: la Biblioteca Medicea Laurenziana a Firenze, la Biblioteca apostolica vaticana, la Biblioteca nazionale Marciana a Venezia.
Una posizione particolare occupò nel Quattrocento italiano l'umanista, filologo e critico storico, Lorenzo Valla (Roma, 1407 - 1457). Attivo polemista, nei numerosi studi su documenti e testi fondò le sue argomentazioni su un solido metodo filologico e storico, ed è soprattutto noto per il De falso credita et ementita Constantini donatione, in cui dimostrava, basandosi su dati linguistici, la non autenticità del documento noto come donazione di Costantino, da attribuire all'età carolingia, che avrebbe dovuto comprovare il diritto della Chiesa all'esercizio del potere temporale. L'autenticità del documento fu, indipendentemente, impugnata anche dal teologo, filosofo e scienziato tedesco Nicola Cusano (1400/1401 - 1464).
A giudizio di molti, il maggior filologo del XV secolo fu l'umanista e poeta toscano Angelo (Agnolo) Ambrogini detto il Poliziano (1454 - 1494), che tradusse in esametri latini quattro libri dell'Iliade (II-V), trattò di filologia classica in prolusioni accademiche, ad esempio nell'Oratio super F. Quintiliano et Statii Sylvis e nella Praelectio de dialectica, nonché nel suo epistolario con i dotti del tempo, e in numerose lezioni di cui rimangono abbondanti appunti pubblicati di recente in Italia.
Da ricordare, tra molti altri, sono ancora Vittorino da Feltre (1378 circa - 1446), Leonardo Bruni (1369 - 1444), Guarino Veronese (1374 - 1470), Flavio Biondo (1388 - 1463).

#### L'invenzione della stampa a caratteri mobili
Dopo l'invenzione della stampa a caratteri mobili di piombo, venne da Magonza in Italia il tipografo Conrad Sweynheym, che insieme con Arnold Pannartz stampò a Subiaco quattro libri (1464-1465), tre dei quali ci sono pervenuti e costituiscono i primi e più antichi incunaboli italiani. Ben presto fiorirono eccellenti tipografie a Venezia, con Aldo Manuzio il Vecchio, a Firenze, con Filippo Giunti il Vecchio, a Roma, a Bologna, a Napoli e a Milano, le quali nell'arco di qualche decennio stamparono ottime edizioni di molta parte della letteratura latina.
La nuova invenzione contribuì in modo determinante alla moltiplicazione degli esemplari in circolazione dei testi degli antichi autori, con il conseguente quasi immediato accrescimento in ogni nazione delle Biblioteche esistenti e con l'opportunità, soprattutto in seguito, specialmente dall'inizio del XVII secolo, di crearne di nuove. Sorsero in tal modo la Biblioteca Bodleiana a Oxford, l'Ambrosiana a Milano, la Parigina, la Vindobonense (Viennese), la Monacense, la Madrilena, ecc.

#### Il XVI secolo
Col XVI secolo nella filologia italiana si affermarono alcuni cambiamenti importanti. L'amore per l'antichità e per il mondo classico si accompagnò ad una generale consapevolezza della necessità di una preliminare solida conoscenza della lingua latina e della storia del mondo romano, e si potenziò lo studio delle opere greche e della lingua greca, che nel secolo precedente era stato coltivato da pochi.
Gli studiosi di valore furono numerosi e significativi.
Il fiorentino Piero Vettori (1499 - 1585) scrisse edizioni accurate delle tragedie di Eschilo e di Sofocle, del quale fece un commento, dell'Elettra di Euripide, della Poetica di Aristotele. Della Poetica e della Retorica di Aristotele scrisse anche commenti che contribuirono in modo decisivo ad introdurre in Italia un vasto dibattito sul valore e sull'essenza della poesia.
Il veneziano Paolo Manuzio (1512 - 1574), oltre che valente stampatore come il padre e il figlio Aldo Manuzio il Giovane (1547 - 1597), fu un erudito ed eminente conoscitore della lingua latina, e si dedicò soprattutto all'esegesi delle Orazioni e delle Epistole di Cicerone.
Lo storico modenese Carlo Sigonio (1520 circa - 1584) studiò con precisione documentaria la storia di Roma e la sua cronologia, il diritto romano, al quale dedicò tre libri (uno fu il De antiquo iure populi Romani), e il Medioevo italiano. La sua opera maggiore è forse il De Regno Italiae, in cui viene trattata la storia dell'età medievale in Italia dal 570 al 1200.
Proseguirono gli studi grammaticali, in cui la grammatica venne sempre più intesa come un insieme coerente di fatti linguistici e logici. Di questa tendenza, che si affermerà sempre più in Europa, il primo grande esponente fu il medico, naturalista ed erudito Giulio Cesare Scaligero (1484 - 1558; nel 1525 si trasferì in Francia) con il De causis linguae latinae. Fu indagata anche la storia ecclesiastica, specialmente ad opera dello storico Cesare Baronio (1538 - 1607), che fu anche cardinale.